# 山田英雄 (警察官僚)
山田 英雄（やまだ ひでお、1932年〈昭和7年〉2月3日 - ）は、日本の警察官僚。第12代警察庁長官（在任1985年8月25日-1988年1月）。チームおてんとうさま特別顧問。

## 略歴
- 市谷国民学校、都立四中、一高卒業
- 東京大学法学部第1類（私法コース）卒業[2]
- 1953年（昭和28年）4月：国家地方警察本部に入庁
入庁同期に、杉原正（交通局長）、池田速雄（交通局長）、金原忍（公安調査庁第一部長）、山崎隆司（近畿管区警察局長）など
- 警察庁警備局警備調査官
- 警察庁警備局調査課長
- 警察庁警備局公安第三課長
- 警察庁警備局警備課長
- 警察庁警備局参事官
- 警察庁長官官房長
- 警察庁警備局長
- 1984年（昭和59年）9月：警察庁次長
- 1985年（昭和60年）8月27日：警察庁長官[3]（当時中曽根内閣）
在任中、昭和天皇在位60年式典、第12回先進国首脳会議（東京サミット）における過激派対策の警備の陣頭に立った。
- 1988年（昭和63年）1月：辞職
- 1993年（平成5年）2月：財団法人公共政策調査会理事長
- 2000年（平成12年）6月：同和火災海上保険社外監査役
- 2001年（平成13年）4月：ニッセイ同和損害保険社外監査役
- 2013年（平成25年）10月：チームおてんとうさま特別顧問

## その他役職
- チームおてんとうさま（ネット上のいじめを無くす活動を行うNPO法人）特別顧問
- 特定非営利活動法人POLICEチャンネル理事長
- 日本パナユーズ株式会社顧問
- 株式会社日本シークレット･サービス顧問
- 財団法人ジェイ･ピー･ファミリー生きがい振興財団理事長
- 財団法人ディフェンスリサーチセンター理事
- 株式会社児玉総合情報事務所特別顧問